# La Purísima Coronada (imprenta)
La Purísima Coronada fue una casa tipográfica mexicana fundada en 1895 en Celaya (Guanajuato), por Teodomiro Ginori Robles y trasladada a la muerte de este a la ciudad de Morelia (Michoacán) en los años veinte del siglo pasado, donde su viuda María del Refugio Marroquín se hizo cargo de la administración hasta los años 40 momento en el que su hijo Teodomiro Ginori II quedó al frente de esta y quien la conservó hasta su muerte en 1996. La imprenta fue reabierta por su nieto Carlos Castillo Martínez, en 1997, quien rescató además su acervo histórico de placas y tipos móviles y es hasta la fecha su actual propietario.
Los grabados tipográficos conservados por este taller son muestra de los materiales usados para decorar impresos publicitarios durante el periodo de “entre siglos” que en México corresponde al Porfiriato. Dichos soportes tipográficos son conocidos más comúnmente como “clichés” y provenían de compañías fundidoras extranjeras de Europa y América como la Ditta Nebiolo & Comp. Torino de Italia; la Richard Gans de Madrid España, la casa francesa Deberny y las compañías estadounidenses Mackellar, Smiths & Jordan Foundry y la Farmer Little & Co. New York, por citar algunas. Una pequeña colección procede de talleres nacionales, como en el caso de las imágenes religiosas.
En el 2013 bajo el sello del Fondo Editorial Estado de México, aparece el primer catálogo de imágenes del acervo de la imprenta La Purísima Coronda en la colección Historia Fundiciones de la autoría de Claudia Raya Lemus, especialista en el tema y con estudios críticos de Julieta Ortiz Gaitán y Marina Garone Gravier.